# محمد رسول الله (فلم 2015)
محمد رسول الله هو فيلم سينمائي إيراني صدر عام 2015 من إخراج المخرج الإيراني (مجيد مجيدي) يتحدث عن نبي الإسلام (محمد بن عبد الله) منذ ولادته مرورًا بطفولته، كما يتضمن مشاهد لوفاة والدة النبي بقرية الأبواء وفترة طفولته بقرية السعدية، وتنتهي أحداث الفيلم عند رحلة النبي محمد إلى الشام، والوصول إلى صومعة الراهب بحيرى الذي بشّر عم النبي أبي طالب بظهور خاتم الأنبياء.
تم تصوير بعض مشاهد الفيلم في جنوب أفريقيا وتم التصوير الكلي في مدينة قم بإيران، ولقد تم بدء التصوير عام 2008 وانتهى بعام 2014. أكّد مخرج الفيلم أن الفيلم لم يتضمن مشاهد تظهر ملامح نبي الإسلام ولكن بعض التيارات والمؤسسات كجامع الأزهر في مصر أطلقت أحكامًا مسبقة دون مشاهدة أي جزء من الفيلم. ومن المقرر عرض الفيلم في التاسع والعشرين من أغسطس عام 2015.
ويضم الفيلم الذي يعتبر انتاجًا سينمائيًا ضخمًا في تاريخ سينما الأفلام الإسلامية، كوكبة من نجوم السينما في إيران، علي رضا شجاع نوري بدور عبد المطلب، ومهدي باكدل بدور أبو طالب، ومينا سادتي بدور آمنة بنت وهب، وسارة بيات بدور حليمة السعدية مرضعة الرسول محمد، هذا إضافة إلى مشاركة نخبة من النجوم الإيرانيين.
تم عرض فيلم محمد رسول الله في الدنمارك وتحديداً عند مدينة كوبنهاغن وتعتبر الدنمارك أول دولة أوروبية يعرض فيها الفيلم، حيث حضر المخرج بنفسه لمشاهدة الفلم، ويأتي عرض الفيلم في الدنمارك بعد أيام من عرضه في لبنان ولقى ترحيباً واسعاً،
تم عرض الفيلم في البلدان المختلفة مثل روسيا ولاقى اقبالاً منقطع النظير من قِبل حشد كبير من المشاهدين ووسائل الإعلام العامة في موسكو.

## ممثلين
- مهدي باكدل بدور أبو طالب
- علي رضا شجاع نوري بدور عبدالمطلب بن هاشم
- محسن تنابنده در نقش ساموئل
- مينا سادتي بدور آمنة بنت وهب
- ساره بيات بدور حليمة السعدية
- داريوش فارانج بدور أبو سفيان بن حرب
- رعنا ازادي ور بدور أم جميل
- محمد یارمطاقلو بدور أبو جهل

## روابط خارجية
- مقالات تستعمل روابط فنية بلا صلة مع ويكي بيانات